# Обикновен синчец
Обикновеният синчец (Scilla bifolia), известен още и като двулистен синчец или само синчец, е тревисто многогодишно растение, израстващо от подземна луковица, принадлежащо към род Scilla от Семейство Кокичеви (Asparagaceae). У нас носи множество наименования: горски синчец, бъклец, бакълчец, горски гороцвет, див зюмбюл, синиче, лучка, синче, син бабин бакълчец, синчец-бъклец, син бъкълчец, синявица, сънчец-бъклец. Синчецът не е защитен от Закона за биологичното разнообразие.

## Етимология
Епитетът bifolia означава „двойнолистен“.

## Устройство
Обикновеният синчец е многогодишно, тревисто растение с луковица, достигаща максимални размери до 3 см в диаметър. Напролет от нея прорастват две листенца и едно цветоносно стъбло. Листата имат ланцетовидна форма, а стъблото достига максимална височина до 25 см.
Сините цветчета на растението са събрани в рехаво съцветие на върха на стъбълцето в група от 2 до 10. Всяко цветче има шест сини венчелистчета, дълги от 6 до 12 мм в разперена формация. Понякога могат да бъдат бели или розови на цвят. Цъфти от февруари до май.
Плодовете на двулистния синчец представляват капсула, с дължина от 6 до 12 мм. Тя е разделена на 3 по-малки сферични кутийки. Всяка от тях съдържа по 1 – 2 семенца.

## Разпространение
Обикновеният синчец е родом от Европа и Западна Русия на юг през Турция до Сирия. Ареалът на разпространение обхваща Апенини, Алпи, Балкански полуостров, Мала Азия.
Растението се среща на сенчести места, гори от бук или широколистни дървета и планински пасища. Расте на 100 – 2000 м надморска височина.

### В България
В България вирее на надморска височина от 200 до 2200 метра в цялата страна. Обича да расте из храсти и поляни, преди да се разлистят дърветата, за да се възползва из цяло от слънчевата светлина.

## Приложения
Обикновеният синчец има декоративна стойност. На красотата му е посветено стихотворението „Песента на синчеца“ от Иван Вазов.
Екстракт от растението се ползва като съставна единица на козметични средства и миещи препарати.
Използва се за направата на хомеопатично лекарство.

## Химичен състав
Цялото растение е изследвано за съдържание на сърдечни гликозиди. Потвърдени са минимални количества на сциларозиди в луковиците. Във всички негови части не е открит просцилардин А.

## Таксономия

### Подвидове
- Scilla bifolia subsp. bifolia
- Scilla bifolia subsp. buekkensis  (Speta) Soó
- Scilla bifolia subsp. rara  Trávníček
- Scilla bifolia subsp. spetana  (Kereszty) Trávníček

Култивирани сортове
Култивираният сорт „Rosea“ има бледорозови или бели цветове.

### Синоними
Синонимите на Scilla bifolia включват:
| - Adenoscilla bifolia (L.) Gren. - Anthericum bifolium (L.) Scop. [1771] - Genlisa bifolia (L.) Raf. [1840] - Hyacinthus bifolia (L.) E.H.L.Krause in Sturm [1906] - Ornithogalum bifolium (L.) Neck. [1770] - Scilla alpina Schur [1852] - Scilla carnea Sweet [1830] - Scilla decidua Speta [1976] - Scilla dubia K.Koch [1847] - Scilla longistylosa Speta [1976] | - Scilla minor K.Koch [1847] - Scilla nivalis Boiss. [1844] - Scilla pleiophylla Speta [1980] - Scilla resslii Speta [1977] - Scilla secunda Janka [1856] - Scilla silvatica Czetz [1872] - Scilla uluensis Speta [1976] - Scilla voethorum Speta [1980] - Scilla xanthandra K.Koch [1847] - Stellaris bifolia (L.) Moench |

## Други
На горския синчец е наречена улица в квартал „Драгалевци“ в София (Карта).